# Roland Appel (Politiker)
Roland Appel (* 5. Januar 1954 in Köln) ist ein ehemaliger deutscher Politiker (Bündnis 90/Die Grünen).

## Biografie
Roland Appel wurde durch die „Roter Punkt“ Aktionen gegen Fahrpreiserhöhungen 1971 politisiert, gründete während der Schulzeit gemeinsam mit der späteren RAF-Terroristin Eva Haule ein SV-Kollektiv zur Politisierung des Schülerrats des Mörike-Gymnasiums sowie den Kreisverband der Jungdemokraten in Esslingen am Neckar. Appel wurde mit Unterstützung des damaligen JuSo-Vorsitzenden Volker Hauff 1972 Präsident des Esslinger Schülerparlaments, das aus der „antiautoritären Schülerbewegung“ entstanden war.

### Deutsche Jungdemokraten, FDP
Nach dem Abitur 1974 und anschließendem Zivildienst beim DRK Stuttgart studierte Appel zunächst von 1975 bis 1978 Jura und Philosophie in Tübingen. Er gehörte dem Landesvorstand der Deutschen Jungdemokraten an und war 1976 Landesvorsitzender. Als Mitglied des FDP-Landesvorstandes verteidigte Appel im Deutschen Herbst den Abdruck des sogenannten „Buback-Nachrufes“ des Göttinger Mescalero in einer Publikation der Berliner Jungdemokraten.
Appel setzte sein Jurastudium von 1978 bis 1982 in Bonn fort. Parallel zum Studium arbeitete er als Mitarbeiter der FDP-Bundestagsabgeordneten Helmut Schäfer, Wolf-Dieter Zumpfort und Wolfram Bergerowski bis zur Wende 1983. Von 1983 bis 1990 studierte Appel Politische Wissenschaften in Bonn.

### Die Grünen
Von Januar 1984 bis Mai 1990 war er zudem wissenschaftlicher Mitarbeiter der Bundestagsfraktion Die Grünen. Er leitete als Koordinator den Arbeitskreis Recht und Gesellschaft der Fraktion und organisierte 1986/87 in dieser Funktion die Zusammenarbeit der Grünen Bundestagsfraktion mit der außerparlamentarischen Bewegung gegen die Volkszählung 1987. Wegen des Aufrufs zum Abtrennen der Registriernummer auf den Volkszählungsbögen wurde er gemeinsam mit dem damaligen Bundesgeschäftsführer der Grünen, Eberhard Walde, vom Amtsgericht Bonn zunächst zu 50 Tagessätzen wegen „Aufruf zur Sachbeschädigung“ verurteilt; in der Zweiten Instanz wurde 1988 das Urteil gegen Zahlung eines Bußgeldes aufgehoben.
Appel war von 1990 bis 2000 Abgeordneter der Fraktion der Grünen im elften und zwölften Landtag von Nordrhein-Westfalen. Er zog 1990 als 12. von 12 Abgeordneten in den Landtag ein und wurde Mitglied der Ausschüsse für Innere Verwaltung, Recht, der Strafvollzugskommission und der parlamentarischen Kontrollkommission für den Verfassungsschutz. Nach dem Brandanschlag von Solingen Ende Mai 1993 auf ein Wohnhaus türkischer Einwanderer recherchierte Appel Indizien und Berichte über die Aktivitäten eines Kampfsporttrainers in der rechtsextremistischen Szene, der auch die Täter entstammten. Aufgrund seiner Initiativen musste Landesinnenminister Herbert Schnoor 1994 an die Öffentlichkeit gehen und selbst den V-Mann des Verfassungsschutzes NRW enttarnen, der im Täterumfeld aktiv gewesen war.
1995 zog Appel auf dem sechsten Platz über die Landesliste seiner Partei in den Landtag ein und gehörte dem Hauptausschuss, Innenausschuss, der Parlamentarischen Kontrollkommission an und wurde stellvertretender Vorsitzender des Rechtsausschusses. Er gehörte 1995 und 2000 der grünen Verhandlungsdelegation für eine Koalition mit der SPD verantwortlich für die Innen- und Rechtspolitik an.
Nach der Bildung der rot-grünen Koalition mit Johannes Rau 1995 wurde Appel in einer Kampfkandidatur gegen Marianne Hürten mit 13:11 Stimmen zum gleichberechtigten Fraktionsvorsitzenden neben Gisela Nacken gewählt. Innerhalb der Grünen gehörte er dem Linken Forum an, das sich im Laufe der 12. Wahlperiode angesichts der Spannungen in der Koalition mit der SPD spaltete. Appel gründete gemeinsam mit Bärbel Höhn 1995 die sogenannte „Regierungslinke“, die sich gemeinsam mit den „Realpolitikern“ für eine Fortsetzung der Koalition mit der SPD einsetzte. Weil er – nach seinen Angaben aus familiären Gründen – seine Spendenverpflichtungen gegenüber der Partei nicht erfüllen konnte, wurde Appel vom Listenparteitag 1999 nicht mehr aufgestellt. Er akzeptierte die Entscheidung und wurde mit großer Mehrheit in seinem Amt als Fraktionsvorsitzender bis zum Ende der Wahlperiode bestätigt. Für die Bundestagswahl 2009 bemühte Appel sich um einen Listenplatz, scheiterte jedoch mit seiner Kandidatur.

### Berater, Blogger
Seit Juli 2000 ist Roland Appel als selbständiger Unternehmensberater tätig. Er wurde seit 2000 fünfmal vom Landtag NRW auf Vorschlag der Grünen in die G-10 Kommission berufen, die aufgrund der Notstandsgesetze von 1968 anstelle eines Gerichts über Maßnahmen des Verfassungsschutzes zur Einschränkung des Post- und Fernmelde- sowie des Bankgeheimnisses entscheidet.
Seit 2005 ist Roland Appel Vorsitzender des „Gütesiegelboards“ der Initiative D21 e. V. Diese ist „die größte gesellschaftliche Initiative von IT-Wirtschaft und Staat in Deutschland“ mit über 200 Mitgliedsunternehmen und staatlichen Institutionen mit Sitz in Berlin. Er ist außerdem „MINT“-Botschafter der Initiative MINT-Zukunft schaffen e. V., die sich für „die Stärkung der naturwissenschaftlichen und informationellen Bildung in der Schule“ einsetzt.
Appel hat mit seiner Beratungsfirma in einem vom BMBF und der EU geförderten Projekt gemeinsam mit der Dienstleistungsgesellschaft für Informatik mbH und dem Konzernbeauftragten für Datenschutz der Daimler AG den „Datenschutz-Führerschein“ entwickelt, ein Zertifikat für Mitarbeiter, das nach einer entsprechenden Prüfung vergeben wird.
Seit 2015 betätigt sich Appel als Blogger.

## Familie
Roland Appel ist der Sohn von Karl-Heinz Appel, Testpilot der Dornier-Werke bis 1945, seit 1952 leitender Angestellter der Daimler-Benz AG, gest. 1989 und Irma Appel, geb. Radon, gest. 2007. Roland Appel ist Vater von zwei Kindern und seit 2014 geschieden.

## Mitgliedschaften
Von 1972 bis 1982 war Appel Mitglied der FDP/DVP in Baden-Württemberg, bekleidete verschiedene Ämter als Mitglied im Kreisvorstand Esslingen, Delegierter zu Bundesparteitagen und Mitglied im Landesvorstand der FDP.
1975 bis 1977 war Appel zunächst Stellvertretender- dann Landesvorsitzender der Jungdemokraten Baden-Württemberg.
1979 wurde Appel zum stv. Bundesvorsitzenden und Bundesschatzmeister der Jungdemokraten gewählt und gehörte dem Bundesvorstand bis zur Trennung des Jugendverbandes von der FDP 1983 an.
Er war als Bundesvorsitzender des Liberalen Hochschulverbands von 1981 bis 1982 Mitglied im Bundesvorstand der F.D.P.
Von 1982 bis 1984 war Appel (Gründungs-)Mitglied der F.D.P.-Abspaltung Liberale Demokraten.
Seit 1985 ist er Mitglied der Partei Die Grünen im Kreisverband Bonn.
Außerdem ist er Mitglied der Humanistischen Union (HU) und Mitglied des DJV (Deutscher Journalisten Verband) NRW.
Von 1989 bis 1991 war er Mitglied des Bundesvorstandes der HU.
Seit Dezember 2018 ist Appel Vorsitzender der Radikaldemokratischen Stiftung i.G. – Radikaldemokratisches Bildungswerk e. V., dem Netzwerk ehemaliger Jungdemokrat*innen/Junge Linke.

## Publikationen
- Vorsicht Volkszählung! Erfasst, vernetzt & ausgezählt. (Hg.) mit Dieter Hummel, Köln 1987 ISBN 3-923243-31-6
- Die Neue Sicherheit (Hg.) mit Dieter Hummel und Wolfgang Hippe, Köln 1988, ISBN 3-923243-34-0
- Die Asyl-Lüge. Ein Handbuch gegen Fremdenfeindlichkeit und Rassismus (Hg.) mit Claudia Roth, Köln 1993, ISBN 3-926949-07-4
- Grundrechte verwirklichen, Freiheit erkämpfen – 100 Jahre Jungdemokrat*innen – Ein Lesebuch über linksliberale und radikaldemokratische Politik von Weimar bis ins 21. Jahrhundert 1919–2019 (Hg.) mit Michael Kleff, Academia Baden-Baden 966 S. 2019, ISBN 978-3-89665-800-5